# No Code
No Code ist das vierte Studioalbum der US-amerikanischen Band Pearl Jam. Es ist im Jahr 1996 erschienen und führt die bereits bei Vitalogy begonnene Abkehr vom üblichen Grunge-Sound fort.

## Stil
Die Band ist experimentierfreudiger als bei den Vorgängeralben und lässt Einflüsse verschiedener Musikstile zu, unter anderem sind Inspirationen aus fernöstlicher und indischer Musik zu hören. Beispiele für weniger grungeorientierte Songs sind auch das gospelartige „Who You Are“ oder das rhythmisch vertrackte In My Tree. Bei Smile wiederum hört man den Einfluss Neil Youngs, mit dem die Band ein Jahr zuvor sein Album Mirror Ball eingespielt hatte. Beim rockigen Titel Mankind übernimmt außerdem zum ersten Mal nicht wie üblich Eddie Vedder den Gesang, sondern Gitarrist Stone Gossard.

## Entstehung
Die Entstehung des Albums fällt in die Zeit, als der Höhepunkt der Grunge-Phase überschritten war. Nirvana etwa existierten nach Kurt Cobains Tod nicht mehr, Alice in Chains waren durch die Drogenprobleme Layne Staleys gelähmt. Das Album wurde erneut mit Brendan O’Brien in Chicago, Atlanta und Seattle aufgenommen. Am Schlagzeug war nun erstmals Jack Irons zu hören.

## Rezeption
Das Album war im Vergleich mit den Vorgängern kein Verkaufserfolg. Die Kritiken fielen sehr unterschiedlich aus. Stephen Thomas Erlewine von Allmusic schrieb, das Herz der Platte liege nicht in den härteren Songs, sondern in den langsameren. Das Album sei etwas „unzusammenhängend“, aber das reichhaltigste, lohnendste und „menschlichste“ Album bis dato. Er vergab dreieinhalb von fünf Sternen. Marcus Schleutermann vom Rock Hard kritisierte das Album hingegen. So sei etwa Smile ein „Rip-off“ (abgekupfertes Stück) von Neil Young, mit dem die Band zuvor zusammengearbeitet hatte. Auch die übrigen Kompositionen und die Gesangsleistung wurden von ihm kritisiert. Vedders Stimme sei streckenweise „weinerlich“. Er vergab sechs von zehn Punkten.
Andere Musikmagazine wie der Rolling Stone und der Musikexpress lobten das Album hingegen teils enorm. Mitunter wurde es als stärkstes Album der Band bezeichnet.

## Gestaltung
Wie bereits das Vorgängeralbum, ist auch No Code in einer aufwendig gestalteten Papphülle erschienen. Im Inneren dieser befinden sich mehrere Polaroid-Aufnahmen, auf deren Rückseite die Liedtexte und Autoren abgedruckt sind. Weitere derartige Bilder befinden sich auch auf dem Cover und Rückcover des Albums.

## Titelliste
1. Sometimes
2. Hail, Hail (Gossard, Vedder, Ament, McCready)
3. Who You Are (Gossard, Irons, Vedder)
4. In My Tree (Irons, Gossard, Vedder)
5. Smile (Ament, Vedder)
6. Off He Goes (Vedder)
7. Habit
8. Red Mosquito
9. Lukin (Vedder)
10. Present Tense (Vedder, Gossard)
11. Mankind (Gossard)
12. I´m Open (Irons, Vedder)
13. Around the Bend (Vedder)

## Kommerzieller Erfolg

### Chartplatzierungen
| ChartsChartplatzierungen       | Höchstplatzierung | Wochen |
| ------------------------------ | ----------------- | ------ |
| Deutschland (GfK)              | 6 (13 Wo.)        | 13     |
| Österreich (Ö3)                | 3 (12 Wo.)        | 12     |
| Schweiz (IFPI)                 | 13 (10 Wo.)       | 10     |
| Vereinigte Staaten (Billboard) | 1 (24 Wo.)        | 24     |
| Vereinigtes Königreich (OCC)   | 3 (5 Wo.)         | 5      |

| ChartsJahrescharts (1996) | Platzierung |
| ------------------------- | ----------- |
| Deutschland (GfK)         | 96          |

### Auszeichnungen für Musikverkäufe
| Land/Region                  | Auszeichnungen für Musikverkäufe (Land/Region, Auszeichnung, Verkäufe) | Verkäufe  |
| ---------------------------- | ---------------------------------------------------------------------- | --------- |
| Australien (ARIA)            | 2× Platin                                                              | 140.000   |
| Kanada (MC)                  | 2× Platin                                                              | 200.000   |
| Mexiko (AMPROFON)            | Gold                                                                   | 75.000    |
| Neuseeland (RMNZ)            | 2× Platin                                                              | 30.000    |
| Vereinigte Staaten (RIAA)    | Platin                                                                 | 1.000.000 |
| Vereinigtes Königreich (BPI) | Gold                                                                   | 100.000   |
| Insgesamt                    | 2× Gold · 7× Platin ·                                                  | 1.545.000 |

Hauptartikel: Pearl Jam/Auszeichnungen für Musikverkäufe